# The Apartment
The Apartment (bra: Se Meu Apartamento Falasse) é um filme norte-americano de 1960, do gênero comédia, dirigido por Billy Wilder.

## Sinopse
Querendo agradar seus chefes e, em consequência, subir na vida, um homem solteiro resolveu emprestar seu apartamento para que os executivos casados pudessem ter encontros amorosos. Mas a situação sai de controle quando ele se apaixona pela amante de um de seus chefes.

## Elenco
- Jack Lemmon .... C.C. Baxter
- Shirley MacLaine .... Fran Kubelik
- Fred MacMurray .... Jeff D. Sheldrake
- Ray Walston .... Joe Dobisch
- Jack Kruschen .... Dr. Dreyfuss
- David Lewis .... Al Kirkeby
- Hope Holiday .... Margie MacDougall
- Joan Shawlee .... Sylvia
- Naomi Stevens .... Mildred Dreyfuss
- Johnny Seven .... Karl Matuschka
- Willard Waterman .... Sr. Vanderhof
- David White ....  Sr. Eichelberger
- Edie Adams ....  Srta. Olsen

## Principais prêmios e indicações
Oscar 1961 (EUA)
- Ganhou em cinco categorias: Melhor Filme, Melhor Diretor, Melhor Roteiro Original, Melhor Direção de Arte em Preto e Branco e Melhor Edição.
- Foi indicado em outras cinco categorias: Melhor Ator (Jack Lemmon), Melhor Atriz (Shirley MacLaine), Melhor Ator Coadjuvante (Jack Kruschen), Melhor Fotografia em Preto e Branco e Melhor Som.

BAFTA 1961 (Reino Unido)
- Venceu na categoria de Melhor Filme, Melhor Ator Estrangeiro (Jack Lemmon), Melhor Atriz Estrangeira (Shirley MacLaine).

Globo de Ouro 1961 (EUA)
- Ganhou três prêmios nas categorias de Melhor Filme - Comédia ou Musical, Melhor Ator - Comédia ou Musical (Jack Lemmon) e Melhor Atriz - Comédia ou Musical (Shirley MacLaine).
- Indicado ao Melhor Diretor.

Grammy 1961 (EUA)
- Indicado na categoria de Melhor Trilha Sonora para Cinema ou Televisão.

Festival de Veneza 1960 (Itália)
- Shirley MacLaine venceu na categoria de Melhor Atriz.

NYFCC Award 1960 (New York Film Critics Circle Awards, EUA)
- Venceu nas categorias de Melhor Diretor, Melhor Roteiro e Melhor Filme.